# COSY
COSY (Correlation Spectroscopy) är en NMR-baserad spektroskopisk metod som syftar till att korrelera två atomkärnor som är J-kopplade. Vid COSY-mätningar skickas två 90-graderspulser med radiofrekvent strålning mot kärnorna, separerade av en period då dels det kemiska skiftet för den första kärnan registreras och magnetiseringen samtidigt överförs till nästa, vars kemiska skift detekteras efter den andra pulsen. Experimentet, som föreslogs av Jean Jeener 1971, har idag i stor utsträckning ersatts av heteronukleära experiment som tex HSQC, HNCA, HNCO, CBCA(CO)NH och HCCH-TOCSY.